# Sorbus luristanica
Sorbus luristanica är en rosväxtart som först beskrevs av Joseph Friedrich Nicolaus Bornmüller, och fick sitt nu gällande namn av Schönb.-temesy. Sorbus luristanica ingår i släktet oxlar, och familjen rosväxter. Inga underarter finns listade i Catalogue of Life.